# Metathelypteris petiolulata
Metathelypteris petiolulata är en kärrbräkenväxtart som beskrevs av Ren-Chang Ching och Shing. Metathelypteris petiolulata ingår i släktet Metathelypteris och familjen Thelypteridaceae. Inga underarter finns listade.